# 好川遗址
28°33′27″N 119°10′42″E / 28.55750°N 119.17833°E
好川遗址位于浙江省丽水市遂昌县三仁畲族自治乡好川村岭头岗岗顶和四周坡地，东北距县城妙高镇约12公里。遗址总面积10000多平方米，已清理发掘3300平方米。好川遗址主体为墓地，岗顶中央为贵族墓区，墓坑方正宽大，随葬品多而精美，组合齐全；岗顶边坡为平民墓区，墓坑小，随葬品少。好川墓地文化内涵与良渚文化关系密切，属于新的文化类型，距今约4300-3700年。2005年3月16日列入浙江省文物保护单位，2013年5月列入第七批全国重点文物保护单位。

## 环境
属山间低谷丘陵地貌，发源于好川以西约8公里的忠溪流经好川汇入襟溪，再汇人松阴溪，属瓯江水系。岭头岗相对高约度31米，为一处谷间低丘，岗顶相对平整，面积约5000平方米。

## 墓葬分布
墓地坐落于岭头岗岗顶。现存墓葬80座，大致顺着山脊沿西北-东南走向分布于岗顶中部。墓地整体布局近长方形，长约60、宽约30米，大致可分成三大片区。
- 北片墓葬

分布相对密集，出现6组墓葬叠压打破的现象，在其西南有一块约80平方米的方形空白区。
- 西南片墓葬

整体呈狭长分布，中段密集规整，两端稀疏。
- 东南片墓葬

稀疏分散。
墓葬排列多数整齐有序，以大墓为布局中心，有一些零乱随意的现象；墓葬间距大小不一。结合岗顶地形和推土面积估算，在发现之初被推土机推掉的墓葬可能在20座左右，即现有80座墓葬约占墓地实际墓葬数的80％。

## 图片

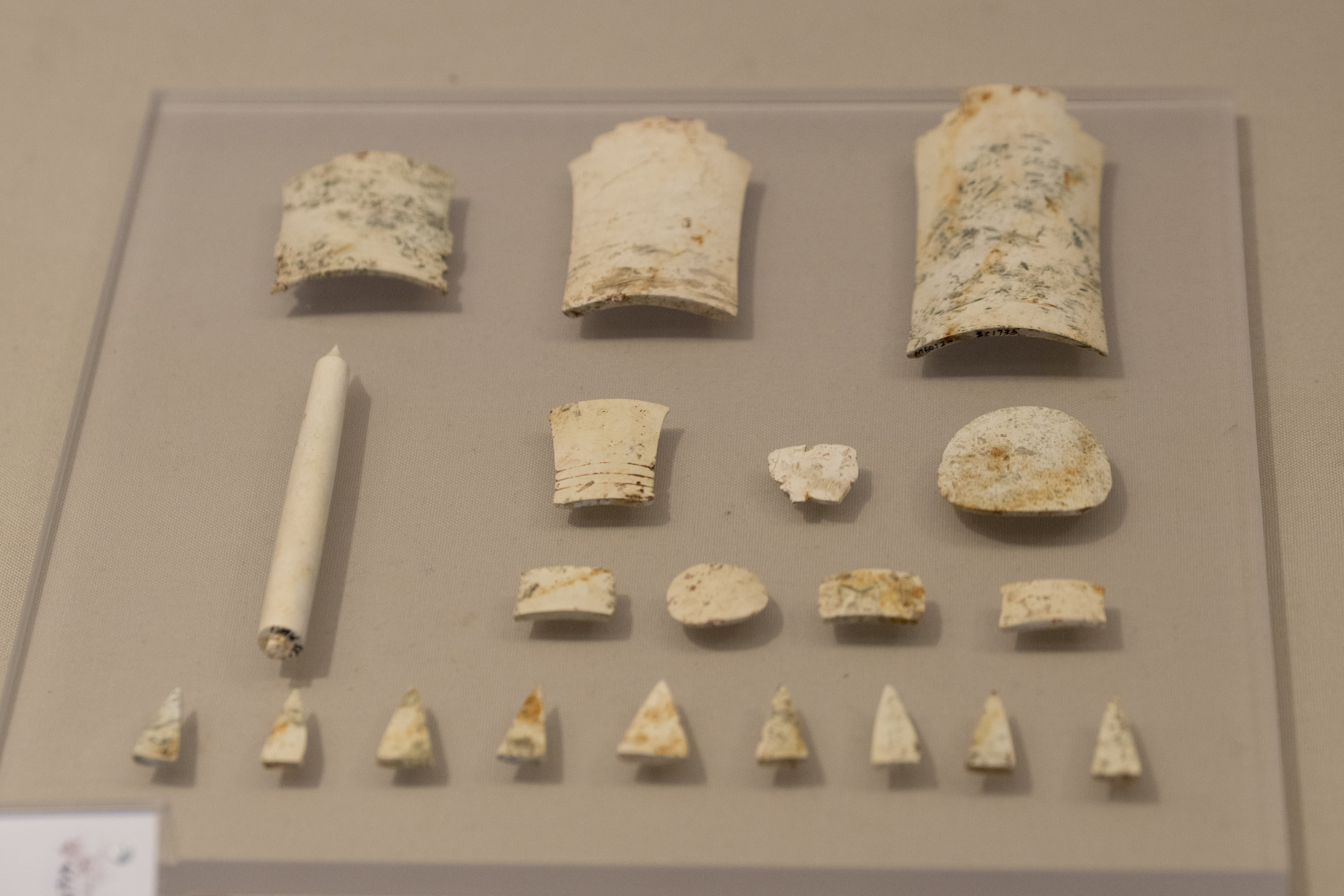
玉镶嵌饰片
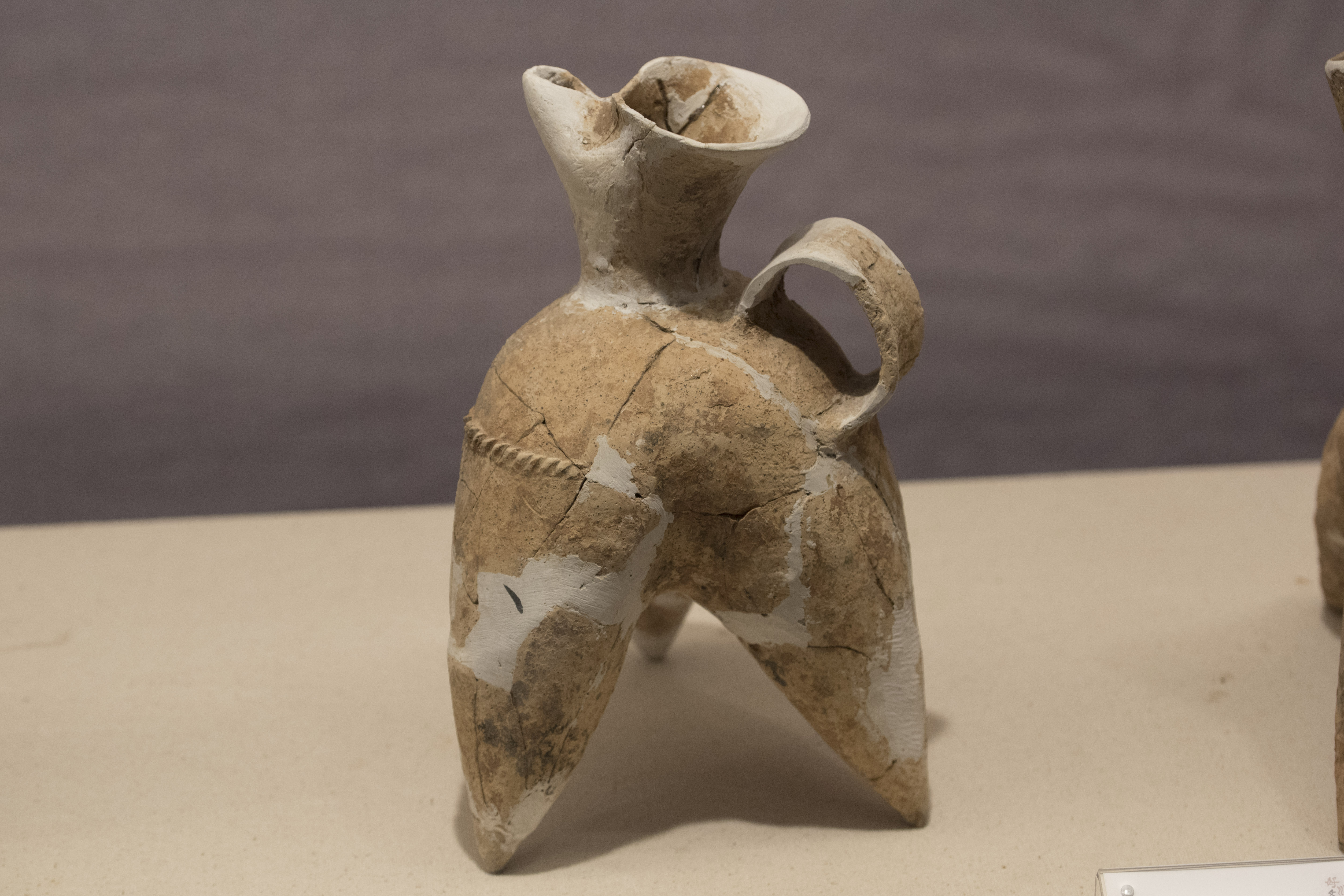
陶鬶
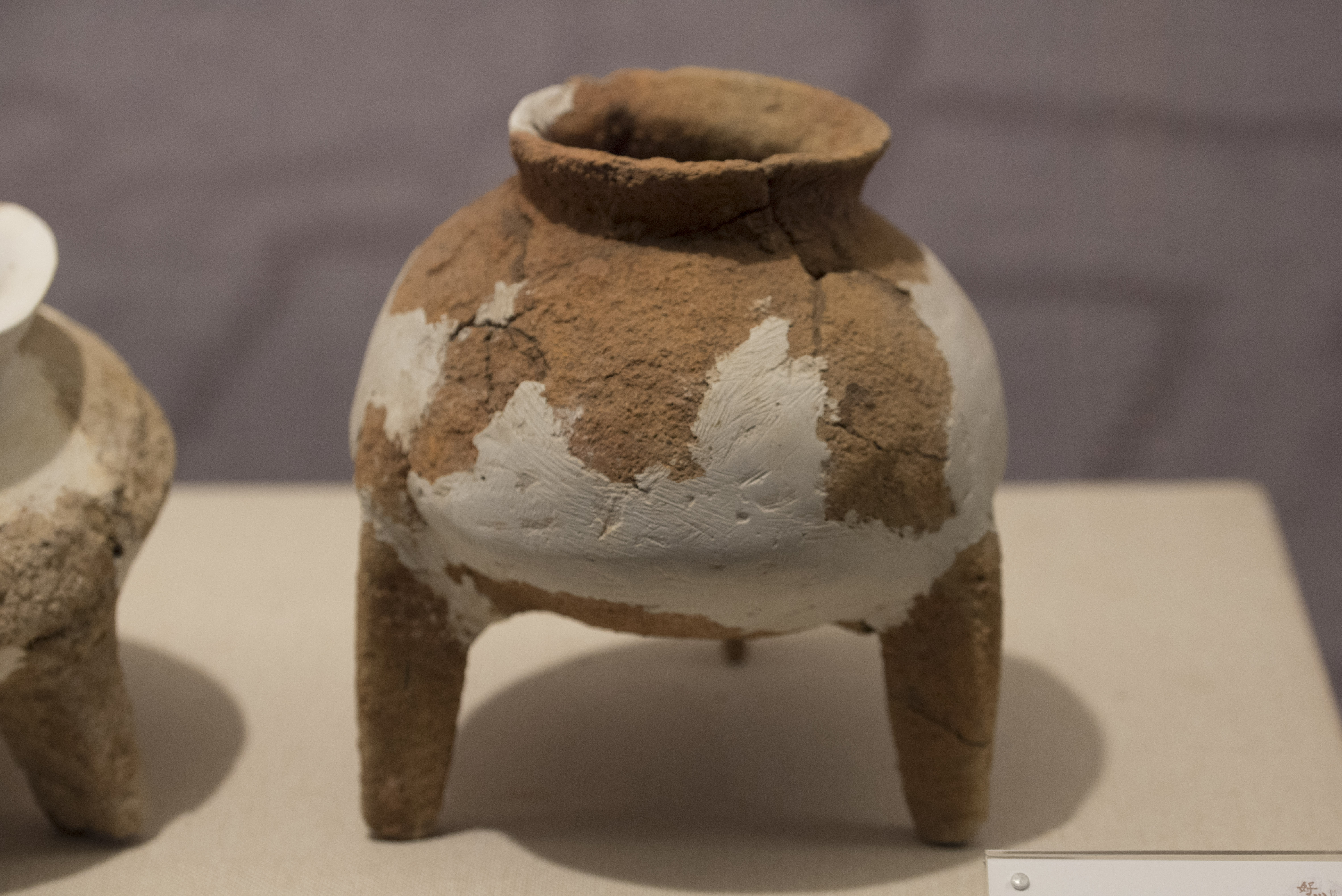
陶鼎
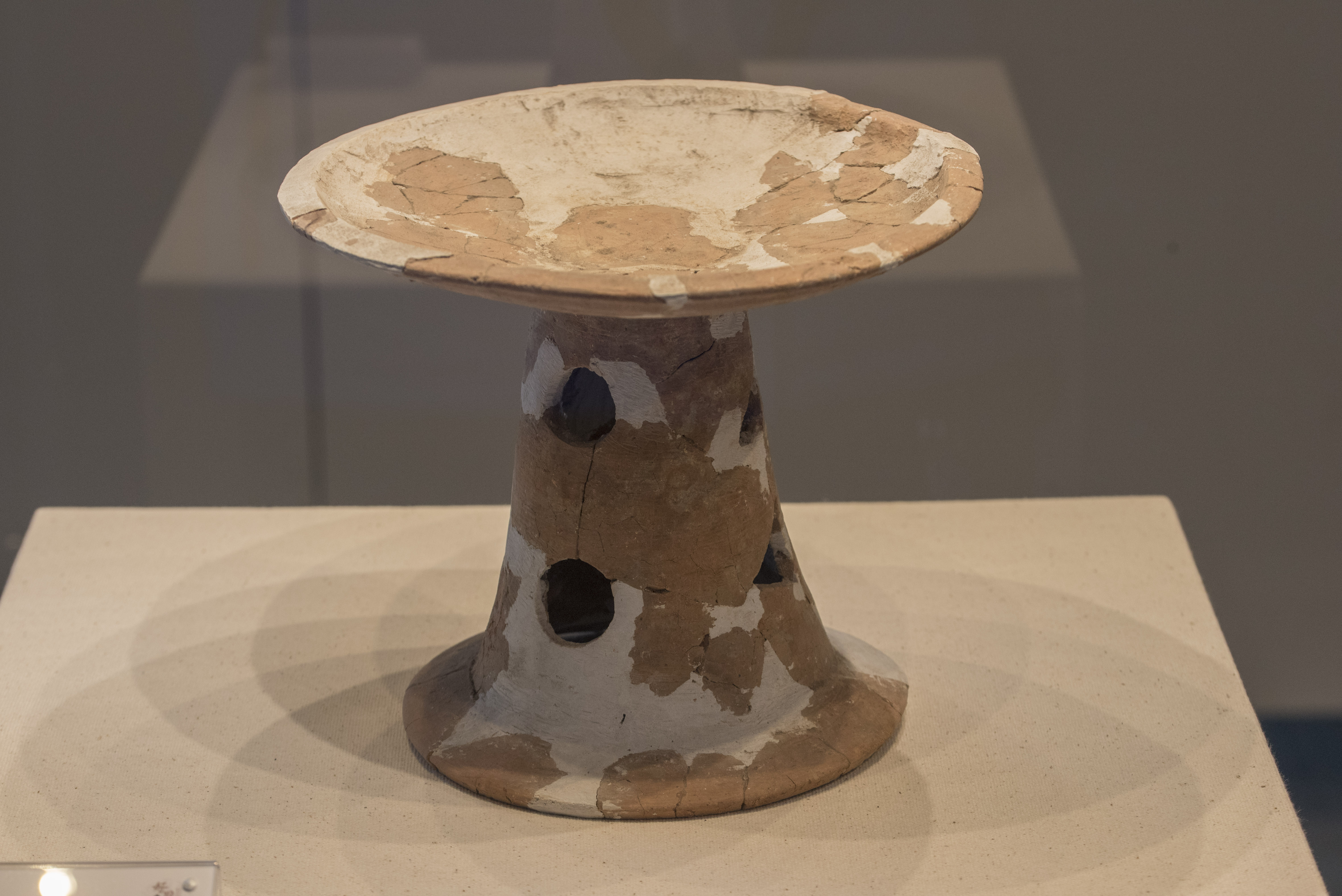
陶豆
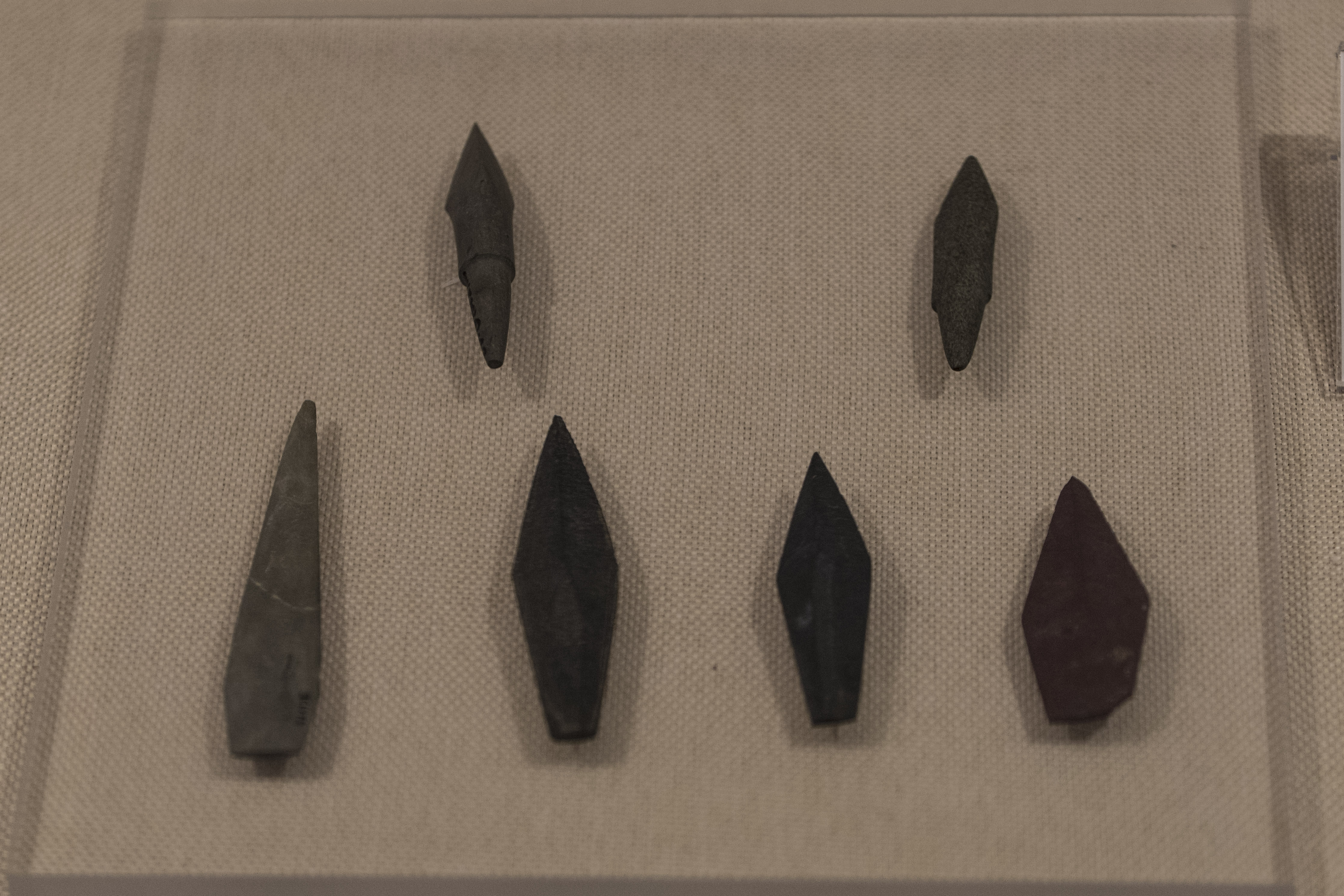
石镞
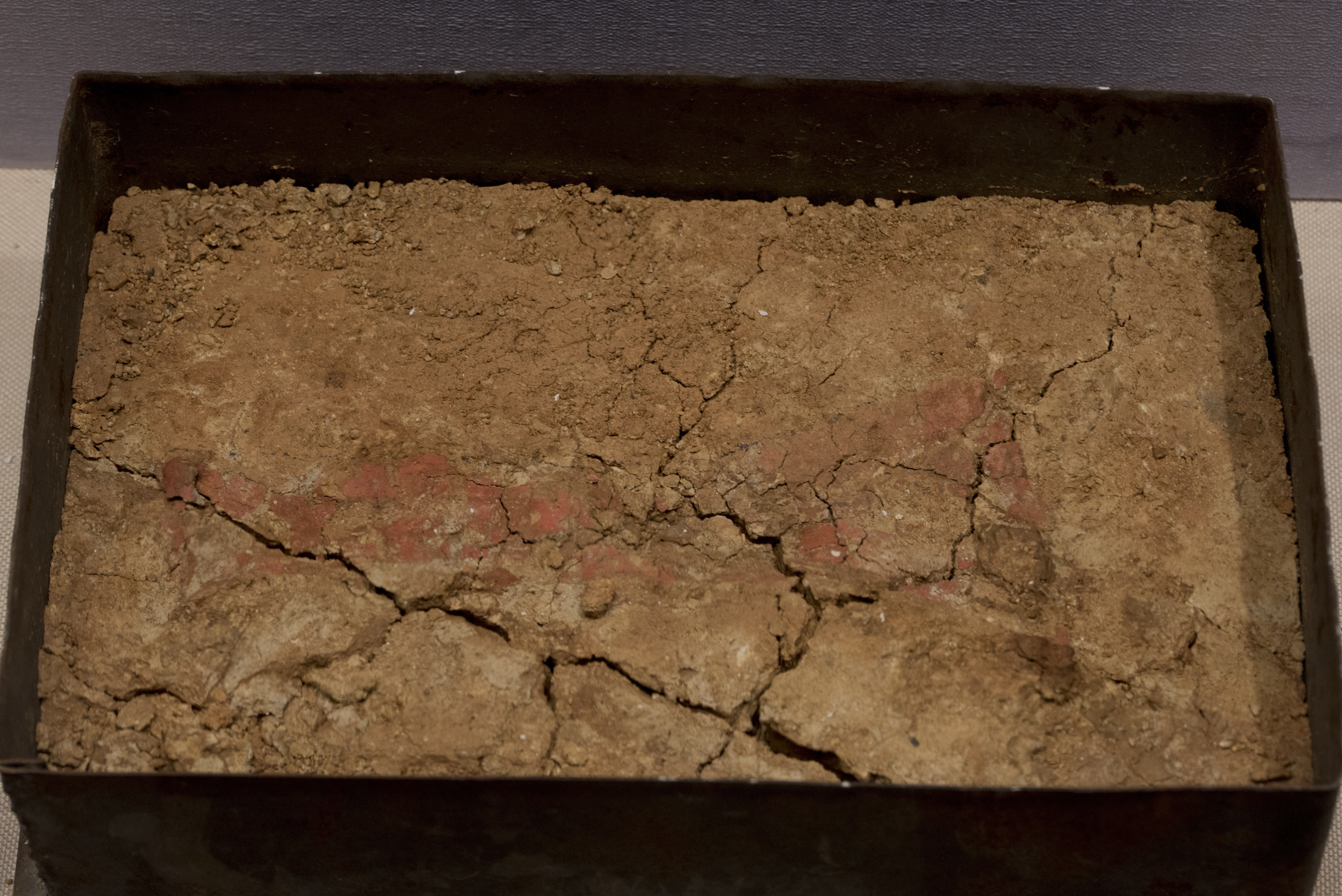
漆器残留